# Прямоволосник скандинавський
Прямоволосник скандинавський (Orthotrichum scanicum) — вид мохів порядку прямоволосникальних (Orthotrichales).

## Поширення
Батьківщиною є Європа, Азія.